# Masacre de Clandeboye
La masacre o traición de Clandeboye o Clannabuidhe en 1574 fue una masacre de los O'Neills del Alto Clandeboye por las fuerzas inglesas del primer Conde de Essex, Walter Devereux. Tuvo lugar durante un intento de colonización inglesa del Úlster como parte de la conquista Tudor de Irlanda. El señor del Alto Clandeboye, Sir Brian McPhelim O'Neill, se había opuesto violentamente a estos intentos de colonización. O'Neill invitaría a Lord Essex a parlamentar en su castillo de Belfast, sin embargo, al final de la fiesta, las fuerzas inglesas atacaron a los O'Neill y mataron hasta a 200 de ellos, incluidos mujeres y niños. Essex ordenó que O'Neill, su esposa y su hermano fueran apresados y ejecutados por traición y por oponerse a las plantaciones.

## Contexto
Brian McPhelim O'Neill reclamó el título de señor de Alto Clandeboye, un territorio gaélico en la provincia de Úlster, en el noreste de Irlanda. Esta reclamación fue respaldada, en contra de las demandas de sus rivales, por su reconocimiento por la Corona y había sido nombrado caballero en 1568, por sus servicios a la Corona.
Sin embargo, en 1571, la reina Isabel I autorizó una plantación (colonización) del este del Úlster, financiada con fondos privados, y concedió en forma privada grandes porciones del Alto Clandeboye a los ingleses Thomas Smith y Walter Devereux, primer conde de Essex. Smith y una banda de colonos (o «aventureros») desembarcaron en la península de Ards en 1572 e intentaron construir una colonia, pero O'Neill los frustró y se dedicó a arrasar edificios en el área para negarles refugio.
En 1573, Lord Essex desembarcó en Carrickfergus con otra banda de colonos y 1200 soldados. También encontraron la oposición de O'Neill y avanzaron poco. Essex se apoderó de parte del ganado de O'Neill y hubo pequeñas escaramuzas. O'Neill y otros lores irlandeses «afirmaron astutamente» que Essex estaba actuando por su propia voluntad y que sus acciones no estaban respaldadas por la Reina. En octubre de 1574, Essex escribió a la Reina que «dado que este pueblo ha rechazado tu misericordia y ha asumido la guerra y la rebelión deliberadas, confío en ser el instrumento, bajo tu mando, para castigar su falta de fe».

## Masacre
En noviembre de 1574, O'Neill invitó a Lord Essex a parlamentar y festejar en el castillo de Belfast, que en ese momento era una pequeña ciudad o aldea. Este castillo se encontraba en lo que ahora es el centro de Belfast. Se dijo que la reunión duró tres días. Luego, sin previo aviso, los ingleses atacaron a los O'Neill. Los soldados ingleses mataron hasta 200 de los O'Neill y Essex ordenó a sus hombres que se apoderaran de Sir Brian O'Neill, su esposa y su hermano Rory Óg. Fueron enviados a Dublín y ejecutados por traición.
Según Essex, «personas de crédito» le habían dicho que O'Neill planeaba traicionarlo, por lo que «con el consejo y consentimiento de todos los capitanes en el campamento», dio la orden de arrestar a O'Neill. Lord Essex escribió que «sus hombres alojados en la ciudad ofrecieron resistencia y 125 de ellos fueron asesinados». En otra carta escribió que arrestó a O'Neill y a «algunas de las personas principales, y mató a espada a otras, hasta el número de 200 en todos los lugares, de los cuales cuarenta eran sus mejores jinetes». Según los Anales de los cuatro maestros, los soldados ingleses también mataron a mujeres y niños. Audrey Horning escribe que «Al violar las reglas de la hospitalidad, Essex no sólo infligió la máxima humillación a O'Neill a través de su desdén por las costumbres irlandesas; también envió un mensaje agresivo a los líderes gaélicos».

## Secuelas
Los anales irlandeses afirman que esta «matanza perversa y traicionera» fue «causa suficiente de odio y repugnancia a los ingleses por los irlandeses». Los funcionarios ingleses también estaban preocupados por la masacre. Poco después, Lord Essex emitió una proclama justificando sus acciones. Refutó los cargos de que O'Neill había estado bajo protección en el momento de su arresto. Enumeró los abusos de confianza pasados de O'Neill al tratar con los oficiales de la Corona, aunque admitió que O'Neill había sido indultado de estos delitos.
En 1574, Brian McPhelim fue ahorcado por oponerse a las plantaciones locales. La justificación adicional de Essex para la ejecución de O'Neill fueron las acusaciones de que él, en connivencia con los MacDonnells de Antrim, había estado conspirando para degollar a los soldados ingleses en su territorio.
El verano siguiente, Lord Essex ordenó un ataque contra los MacDonnells de Antrim, en el que sus fuerzas masacraron a 600 hombres, mujeres y niños en la isla de Rathlin.
Tras la muerte de Sir Brian O'Neill, Lord Essex promovió al yerno de Brian McPhelim, Neill McBrian Fertagh O'Neill, al señorío de Alto Clandeboye, por encima de los otros candidatos. Las disputas entre familias que surgieron entre los candidatos rivales llevaron al Lord diputado, John Perrot, a dividir tanto el Bajo Clandeboye como el Alto entre los miembros rivales de los O'Neill de Clandeboye en 1584.
La masacre fue el tema del poema «La traición de Clannabuidhe» del poeta irlandés Ethna Carbery (1864-1902).